# Namontia
Namontia es un género de insectos de la familia Euschmidtiidae, del orden Orthoptera.

## Distribución
Namontia se distribuye por Madagascar.

## Especies
- Namontia crassipes Descamps, 1964
- Namontia humilicrus Descamps, 1964
- Namontia robusta Descamps, 1964

## Taxonomía
Fue descrita científicamente por primera vez por Descamps en 1964.

### Tratamiento taxonómico
Este género aparece registrado y publicado en «Révision préliminaire des Euschmidtiinae (Orthoptera - Eumastacidae). Memoirs du Museum National d'Histoire Naturelle. Nouvelle Série. Série A. Zoologie, 30, 1–321».